# Rebecca Andridge
Rebecca Roberts Andridge é uma estatística americana. A sua pesquisa estatística diz respeito à imputação de dados ausentes e às estatísticas de ensaios clínicos randomizados em grupo; ela também realizou trabalhos estatísticos aplicados altamente citados sobre suplementos nutricionais ómega-3 e sobre os benefícios para a saúde do uso de ioga para reduzir o stress. Andridge é professora associada de bioestatística na Universidade Estadual de Ohio.

## Educação e carreira
Andridge formou-se em economia na Universidade de Stanford, graduando-se em 1999. Ela foi para a Universidade de Michigan para fazer pós-graduação, obtendo um mestrado em 2005 e concluindo o seu doutoramento em bioestatística em 2009. A sua dissertação, Métodos estatísticos para dados ausentes em pesquisas de amostras complexas, foi supervisionada por Roderick JA Little.
Em 2009, após concluir o seu Ph.D., ela ingressou na Faculdade de Saúde Pública da Universidade Estadual de Ohio como professora assistente de bioestatística. Ela foi titular como professora associada em 2016. No estado de Ohio, ela também mantém afiliações com o Institute for Population Research, Food Innovation Center e Decision Sciences Collaborative.

## Reconhecimento
Andridge foi eleita Fellow da American Statistical Association em 2020.